# Ward Pinkett
William Ward Pinkett jr. (Newport News, 29 april 1906 – New York, 15 maart 1937) was een Amerikaanse jazzzanger en -trompettist tijdens de Harlem Renaissance. Een gerespecteerde sideman, bekend als een 'hete' trompet en met een veelzijdig oor, speelde en nam op met enkele van de grootste jazzmannen van die tijd, waaronder King Oliver, Jimmy Johnson, Chick Webb en Jelly Roll Morton. Zijn carrière werd afgebroken door alcoholisme.

## Biografie
Pinkett werd geboren in een muzikaal gezin en was de oudste van vier kinderen van William Ward Pinckett en Mary Louise Pinkett-Carr uit Newport News, Virginia. Zijn vader, een welvarende kleermaker en landeigenaar, was amateur-cornetspeler die rond 1900 de Newport News Brass Band formeerde en speelde voor sociale clubs en begrafenissen in de omgeving. Zijn moeder speelde piano, thuis vaak vergezelde door zijn vader. Zijn zus Loretta Gillis (1913-1998) speelde saxofoon in verschillende lokale jazzbands.
Aangemoedigd door zijn vader, begon hij al op jonge leeftijd cornet te leren en begon hij op 10-jarige leeftijd met trompet spelen. Hij volgde zijn vader door zich in te schrijven aan de Hampton University, waar hij in de schoolband speelde. Daar ontmoette en kreeg hij trompetlessen van Harry R. Cooper, die de architectuurschool van Hampton bezocht. Voordat hij afstudeerde, werd Pinkett gerekruteerd door William A. Sykes, muziekdirecteur van het Haven Conservatory of Music of Meridian, Mississippi om het privé-instituut te bezoeken, samen met een aantal van zijn schoolvrienden, waaronder trompettist Harold F. Whittington, die ook een professionele jazzmuzikant werd. Pinkett heeft zijn studie aan de academie niet afgemaakt. Hij trad toe tot Happy Pals van Roy F. Johnson, een bekend jazzorkest uit Richmond (Virginia). Van daaruit ging hij naar het White Brothers Orchestra, een soortgelijke territoriumband uit Washington D.C., die speelde in het gebied dat werd begrensd door Pittsburgh, New York en de thuisbasis.
In januari 1926 trad de 19-jarige Pinkett toe tot Charlie Johnson's Original Paradise Band in Smalls Paradise in Harlem, Manhattan (New York). In de zomer van 1926 stapte hij over naar de 10-koppige Willie Gants Paradise Ramblers, die van mei 1926 tot 1927 de huisband van Smalls overnam van Johnson. Jazzschrijver Albert McCarthy meldde dat Pinkett halverwege de jaren 1920 drie kanten opnam met de band van Gant, gebaseerd op een interview met Harry Cooper onder leiding van Charles Delaunay. Gant zelf meldde dat hij tijdens de periode dat hij de Smalls Paradise-band leidde enkele kanten heeft weggelaten, maar geen van zijn opnamen is gevonden. In juli 1926 nam Pinkett drie nummers op met een band onder leiding van Tommy Morris, wat zijn vroegst overgebleven opnamen zijn. Later dat jaar was hij bij Billy Fowlers Society Orchestra en vervolgens bij de band van James Hogan in de Joyland op 4th Ave. en 14th St.
In 1927 trad hij toe tot het Orchestra in de Bamboo Inn van banjoist Henri Saparo op Seventh Avenue en 139th Street. Door een brand sloot de club in juni en ging in de herfst weer open. Saparo ging verder als bandleider met Langston Curl op trompet, maar nadat Saparo begin 1928 vertrok nam pianist Joe Steele de band over en verving al snel Curl door Pinkett. Pinkett vertrok al snel en trad toe tot de band van Bill Benford, die de huisband werd in de Rose Danceland op 125th street. Jelly Roll Morton kwam in de lente van 1928 naar New York en nam de band van Benford over in de Rose als de nieuwste incarnatie van zijn Red Hot Peppers. Pinkett werd Mortons favoriete trompettist en nam op met de band als lid en nadat hij eind 1928 vertrok om te spelen in de Harlem Stompers van Chick Webb.
Tijdens zijn carrière nam Pinkett ook op met James P. Johnson, Bubber Miley, King Oliver en Clarence Williams. Pinketts laatste baan was in 1935 met een band onder leiding van Albert Nicholas, samen met Bernard Addison, Danny Barker en Joe Watts in Adrian's Taproom in de kelder van hotel President op Times Square. Hoewel zijn alcoholisme zo ver was gevorderd dat hij uiteindelijk werd ontslagen omdat hij dronken was opgedoken, nam hij in oktober van dat jaar zes kanten op met de band, zowel als zanger als trompettist, de laatste opnamen die hij maakte. Pinkett werd kort daarna ontslagen omdat hij weer dronken was verschenen.

## Privéleven en overlijden
Op 16 augustus 1926 kreeg Pinkett een vergunning in de stad New York om te trouwen met Pencie Bailey, een 15-jarig meisje uit zijn geboorteplaats Newport News. Op 27 november van dat jaar beviel Bailey van dochter Doris Louise Pinkett in Newport News, terwijl ze bij haar moeder en broers en zussen woonde. In april 1930 woonde Pinkett in New York op West 139th St. in Harlem met Ora Pinkett, een gastvrouw/danseres in de Savoy Ballroom.
Pinkett was een zware marihuanagebruiker en een chronische alcoholist, wat hem als bandlid onbetrouwbaar maakte. Er is weinig bekend over zijn verblijfplaats, nadat hij de Nicholas-groep verliet. Tegen 1937 woonde hij in een kleine, groezelige kamer op de derde verdieping boven Reuben's, een kleine bar buiten de uren die eigendom was van Reuben Harris op West 130th St. en die werd bezocht door muzikanten. Danny Barker meldde dat Pinkett een alcoholische dood stierf, voortdurend drinkend tijdens zijn laatste dagen en niet in staat om voedsel binnen te houden. Hij overleed daar op de middag van 15 maart 1937 op 31-jarige leeftijd, met een lobaire longontsteking als doodsoorzaak. Zijn vrouw Ora Pinkett zorgde ervoor dat het lichaam naar zijn familie in Virginia werd verscheept, waar hij werd begraven op Pleasant Shade Cemetery in Hampton City, Virginia.

## Discografie
zie Discografie van Ward Pinkett
- Bibliothèque nationale de France: cb13898505v (data)
- Gemeinsame Normdatei: 1115754920
- International Standard Name Identifier: 0000 0000 3160 9776
- Library of Congress Control Number: n94070504
- MusicBrainz: c8342981-63b9-4fbf-a53c-da1a5929e1ce
- SNAC: w6m74xvq
- Virtual International Authority File: 56797367
- WorldCat: E39PBJt3YpfgHRPhHmp4BKrKBP